# Liste des anciennes communes de l'Aisne
Depuis la Révolution française, plusieurs communes de l'Aisne ont subi des modifications de périmètre territorial — par le biais de fusions ou de démembrements — ou le passage d'un hameau d'une commune à une autre ou bien des changements de nom, que la liste s’attache à présenter. Elle ne contient pas les rectifications ou les modifications des limites entre les communes.

## Contexte
Alors que les communes d'Ancien Régime sont supprimées par les décrets du 4 août 1789 de l’Assemblée constituante, une nouvelle forme communale émerge en France avec le décret législatif du 14 décembre 1789 concernant la constitution des municipalités. Le Législateur révolutionnaire, dans une logique de rationalisation, souhaite uniformiser les dénominations des plus petites structures d’administration territoriale. C’est sous la Convention, par un décret du 10 brumaire an II, que le terme « commune » est harmonisé à tous les anciens bourgs, villes, paroisses ou communautés.
En 1790, le territoire du département de l'Aisne comportait 868 paroisses. Alors que le département comptait 816 communes au 1er janvier 2015, 797 communes forment son territoire depuis le 1er janvier 2025.

## Transformations par type

### Fusion

#### Communes
| Commune créée                 | Communes supprimées                                          | Régime           | Décision                                                    | Date d'effet                                             |
| ----------------------------- | ------------------------------------------------------------ | ---------------- | ----------------------------------------------------------- | -------------------------------------------------------- |
| Pargny-et-Filain              | Pargny-Filain                                                | Commune nouvelle | Arrêté préfectoral du 20 novembre 2024,                     | 1er janvier 2025                                         |
| Pargny-et-Filain              | Filain                                                       | Commune nouvelle | Arrêté préfectoral du 20 novembre 2024,                     | 1er janvier 2025                                         |
| Bernoy-le-Château             | Berzy-le-Sec                                                 | Commune nouvelle | Arrêté préfectoral du 29 septembre 2022,                    | 1er janvier 2023                                         |
| Bernoy-le-Château             | Noyant-et-Aconin                                             | Commune nouvelle | Arrêté préfectoral du 29 septembre 2022,                    | 1er janvier 2023                                         |
| Bazoches-et-Saint-Thibaut     | Bazoches-sur-Vesles                                          | Commune nouvelle | Arrêté préfectoral du 30 septembre 2021                     | 1er janvier 2022                                         |
| Bazoches-et-Saint-Thibaut     | Saint-Thibaut                                                | Commune nouvelle | Arrêté préfectoral du 30 septembre 2021                     | 1er janvier 2022                                         |
| Cessières-Suzy                | Cessières                                                    | Commune nouvelle | Arrêté préfectoral du 11 décembre 2018                      | 1er janvier 2019                                         |
| Cessières-Suzy                | Suzy                                                         | Commune nouvelle | Arrêté préfectoral du 11 décembre 2018                      | 1er janvier 2019                                         |
| Villeneuve-sur-Aisne          | Guignicourt                                                  | Commune nouvelle | Arrêté préfectoral du 29 novembre 2018                      | 1er janvier 2019                                         |
| Villeneuve-sur-Aisne          | Menneville                                                   | Commune nouvelle | Arrêté préfectoral du 29 novembre 2018                      | 1er janvier 2019                                         |
| Anizy-le-Grand                | Anizy-le-Château                                             | Commune nouvelle | Arrêté préfectoral du 22 octobre 2018                       | 1er janvier 2019                                         |
| Anizy-le-Grand                | Faucoucourt                                                  | Commune nouvelle | Arrêté préfectoral du 22 octobre 2018                       | 1er janvier 2019                                         |
| Anizy-le-Grand                | Lizy                                                         | Commune nouvelle | Arrêté préfectoral du 22 octobre 2018                       | 1er janvier 2019                                         |
| Cormicy (Marne)               | Cormicy (Marne)                                              | Commune nouvelle | Arrêté préfectoral du 31 décembre 2016,                     | 1er janvier 2017                                         |
| Cormicy (Marne)               | Gernicourt                                                   | Commune nouvelle | Arrêté préfectoral du 31 décembre 2016,                     | 1er janvier 2017                                         |
| Dhuys et Morin-en-Brie        | Artonges                                                     | Commune nouvelle | Arrêté préfectoral du 10 septembre 2015                     | 1er janvier 2016                                         |
| Dhuys et Morin-en-Brie        | La Celle-sous-Montmirail                                     | Commune nouvelle | Arrêté préfectoral du 10 septembre 2015                     | 1er janvier 2016                                         |
| Dhuys et Morin-en-Brie        | Fontenelle-en-Brie                                           | Commune nouvelle | Arrêté préfectoral du 10 septembre 2015                     | 1er janvier 2016                                         |
| Dhuys et Morin-en-Brie        | Marchais-en-Brie                                             | Commune nouvelle | Arrêté préfectoral du 10 septembre 2015                     | 1er janvier 2016                                         |
| Les Septvallons               | Glennes                                                      | Commune nouvelle | Arrêté préfectoral du 9 novembre 2015                       | 1er janvier 2016                                         |
| Les Septvallons               | Longueval-Barbonval                                          | Commune nouvelle | Arrêté préfectoral du 9 novembre 2015                       | 1er janvier 2016                                         |
| Les Septvallons               | Merval                                                       | Commune nouvelle | Arrêté préfectoral du 9 novembre 2015                       | 1er janvier 2016                                         |
| Les Septvallons               | Perles                                                       | Commune nouvelle | Arrêté préfectoral du 9 novembre 2015                       | 1er janvier 2016                                         |
| Les Septvallons               | Révillon                                                     | Commune nouvelle | Arrêté préfectoral du 9 novembre 2015                       | 1er janvier 2016                                         |
| Les Septvallons               | Vauxcéré                                                     | Commune nouvelle | Arrêté préfectoral du 9 novembre 2015                       | 1er janvier 2016                                         |
| Les Septvallons               | Villers-en-Prayères                                          | Commune nouvelle | Arrêté préfectoral du 9 novembre 2015                       | 1er janvier 2016                                         |
| Vallées en Champagne          | Baulne-en-Brie                                               | Commune nouvelle | Arrêté préfectoral du 23 novembre 2015                      | 1er janvier 2016                                         |
| Vallées en Champagne          | La Chapelle-Monthodon                                        | Commune nouvelle | Arrêté préfectoral du 23 novembre 2015                      | 1er janvier 2016                                         |
| Vallées en Champagne          | Saint-Agnan                                                  | Commune nouvelle | Arrêté préfectoral du 23 novembre 2015                      | 1er janvier 2016                                         |
| Tergnier                      | Quessy                                                       | Commune associée | Arrêté préfectoral du 5 novembre 1991                       | 1er janvier 1992                                         |
| Tergnier                      | Tergnier                                                     | Commune associée | Arrêté préfectoral du 5 novembre 1991                       | 1er janvier 1992                                         |
| Nouvion-et-Catillon           | Nouvion-et-Catillon                                          | Fusion simple    | Arrêté préfectoral du 30 novembre 1978                      | 1er janvier 1979                                         |
| Nouvion-et-Catillon           | Pont-à-Bucy                                                  | Fusion simple    | Arrêté préfectoral du 30 novembre 1978                      | 1er janvier 1979                                         |
| Oulchy-le-Château             | Oulchy-le-Château                                            | Fusion simple    | Arrêté préfectoral du 29 décembre 1976                      | 31 décembre 1976                                         |
| Oulchy-le-Château             | Cugny-lès-Crouttes                                           | Fusion simple    | Arrêté préfectoral du 29 décembre 1976                      | 31 décembre 1976                                         |
| Charmont-sur-Marne            | Chartèves                                                    | Commune associée | Arrêté préfectoral du 6 septembre 1974                      | 1er octobre 1974                                         |
| Charmont-sur-Marne            | Mont-Saint-Père                                              | Commune associée | Arrêté préfectoral du 6 septembre 1974                      | 1er octobre 1974                                         |
| Tergnier                      | Fargniers                                                    | Commune associée | Arrêté préfectoral du 6 décembre 1973                       | 1er janvier 1974                                         |
| Tergnier                      | Tergnier                                                     | Commune associée | Arrêté préfectoral du 6 décembre 1973                       | 1er janvier 1974                                         |
| Tergnier                      | Vouël                                                        | Commune associée | Arrêté préfectoral du 6 décembre 1973                       | 1er janvier 1974                                         |
| Saint-Souplet (Nord)          | Escaufourt                                                   | Fusion simple    | Arrêté préfectoral du 28 août 1973,                         | 1er septembre 1973                                       |
| Saint-Souplet (Nord)          | Saint-Souplet (Nord)                                         | Fusion simple    | Arrêté préfectoral du 28 août 1973,                         | 1er septembre 1973                                       |
| Arcy-Sainte-Restitue          | Arcy-Sainte-Restitue                                         | Fusion simple    | Arrêté préfectoral du 21 décembre 1972                      | 1er janvier 1973                                         |
| Arcy-Sainte-Restitue          | Branges                                                      | Fusion simple    | Arrêté préfectoral du 21 décembre 1972                      | 1er janvier 1973                                         |
| Fesmy-le-Sart                 | Fesmy                                                        | Fusion simple    | Arrêté préfectoral du 13 avril 1972                         | 1er mai 1972                                             |
| Fesmy-le-Sart                 | Le Sart                                                      | Fusion simple    | Arrêté préfectoral du 13 avril 1972                         | 1er mai 1972                                             |
| Villers-Cotterêts             | Pisseleux                                                    | Fusion simple    | Arrêté préfectoral du 28 juin 1971                          | 1er juillet 1971                                         |
| Villers-Cotterêts             | Villers-Cotterêts                                            | Fusion simple    | Arrêté préfectoral du 28 juin 1971                          | 1er juillet 1971                                         |
| Camelin                       | Camelin-et-le-Fresne                                         | Fusion simple    | Arrêté préfectoral du 15 juin 1971                          | 1er juillet 1971                                         |
| Camelin                       | Lombray                                                      | Fusion simple    | Arrêté préfectoral du 15 juin 1971                          | 1er juillet 1971                                         |
| Aizy-Jouy                     | Aizy                                                         | Fusion simple    | Arrêté préfectoral du 24 février 1971                       | 25 février 1971                                          |
| Aizy-Jouy                     | Jouy                                                         | Fusion simple    | Arrêté préfectoral du 24 février 1971                       | 25 février 1971                                          |
| Vadencourt                    | Longchamps                                                   | Fusion simple    | Arrêté préfectoral du 31 décembre 1970                      | 1er janvier 1971                                         |
| Vadencourt                    | Vadencourt-et-Bohéries                                       | Fusion simple    | Arrêté préfectoral du 31 décembre 1970                      | 1er janvier 1971                                         |
| Coulonges-Cohan               | Cohan                                                        | Fusion simple    | Arrêté préfectoral du 7 décembre 1970                       | 1er janvier 1971                                         |
| Coulonges-Cohan               | Coulonges-en-Tardenois                                       | Fusion simple    | Arrêté préfectoral du 7 décembre 1970                       | 1er janvier 1971                                         |
| Longueval-Barbonval           | Barbonval                                                    | Fusion simple    | Arrêté préfectoral du 7 décembre 1970                       | 1er janvier 1971                                         |
| Longueval-Barbonval           | Longueval                                                    | Fusion simple    | Arrêté préfectoral du 7 décembre 1970                       | 1er janvier 1971                                         |
| Blérancourt                   | Blérancourdelle                                              | Fusion simple    | Arrêté préfectoral du 29 novembre 1968                      | 1er janvier 1969                                         |
| Blérancourt                   | Blérancourt                                                  | Fusion simple    | Arrêté préfectoral du 29 novembre 1968                      | 1er janvier 1969                                         |
| Guise                         | Flavigny-le-Petit                                            | Fusion simple    | Arrêté préfectoral du 1er octobre 1965                      | 1er janvier 1966                                         |
| Guise                         | Guise                                                        | Fusion simple    | Arrêté préfectoral du 1er octobre 1965                      | 1er janvier 1966                                         |
| Brissy-Hamégicourt            | Brissy                                                       | Fusion simple    | Arrêté préfectoral du 20 février 1965                       | 25 février 1965                                          |
| Brissy-Hamégicourt            | Hamégicourt                                                  | Fusion simple    | Arrêté préfectoral du 20 février 1965                       | 25 février 1965                                          |
| La Ferté-Milon                | La Ferté-Milon                                               | Fusion simple    | Arrêté préfectoral du 4 mars 1960                           | 1er avril 1960                                           |
| La Ferté-Milon                | Saint-Quentin-sur-Allan                                      | Fusion simple    | Arrêté préfectoral du 4 mars 1960                           | 1er avril 1960                                           |
| Bouconville-Vauclerc          | Bouconville                                                  | Fusion simple    | Décret portant rattachement de communes du 9 septembre 1923 | 20 septembre 1923                                        |
| Bouconville-Vauclerc          | Section « Vauclerc » de Vauclerc-et-la-Vallée-Foulon         | Fusion simple    | Décret portant rattachement de communes du 9 septembre 1923 | 20 septembre 1923                                        |
| Chermizy-Ailles               | Ailles                                                       | Fusion simple    | Décret portant rattachement de communes du 9 septembre 1923 | 20 septembre 1923                                        |
| Chermizy-Ailles               | Chermizy                                                     | Fusion simple    | Décret portant rattachement de communes du 9 septembre 1923 | 20 septembre 1923                                        |
| Colligis-Crandelain           | Colligis                                                     | Fusion simple    | Décret portant rattachement de communes du 9 septembre 1923 | 20 septembre 1923                                        |
| Colligis-Crandelain           | Crandelain-et-Malval                                         | Fusion simple    | Décret portant rattachement de communes du 9 septembre 1923 | 20 septembre 1923                                        |
| Moussy-Verneuil               | Moussy-sur-Aisne                                             | Fusion simple    | Décret portant rattachement de communes du 9 septembre 1923 | 20 septembre 1923                                        |
| Moussy-Verneuil               | Verneuil-Courtonne                                           | Fusion simple    | Décret portant rattachement de communes du 9 septembre 1923 | 20 septembre 1923                                        |
| Oulches-la-Vallée-Foulon      | Oulches                                                      | Fusion simple    | Décret portant rattachement de communes du 9 septembre 1923 | 20 septembre 1923                                        |
| Oulches-la-Vallée-Foulon      | Section « La Vallée-Foulon » de Vauclerc-et-la-Vallée-Foulon | Fusion simple    | Décret portant rattachement de communes du 9 septembre 1923 | 20 septembre 1923                                        |
| Pancy-Courtecon               | Courtecon                                                    | Fusion simple    | Décret portant rattachement de communes du 9 septembre 1923 | 20 septembre 1923                                        |
| Pancy-Courtecon               | Pancy                                                        | Fusion simple    | Décret portant rattachement de communes du 9 septembre 1923 | 20 septembre 1923                                        |
| Vendresse-Beaulne             | Beaulne-et-Chivy                                             | Fusion simple    | Décret portant rattachement de communes du 9 septembre 1923 | 20 septembre 1923                                        |
| Vendresse-Beaulne             | Vendresse-et-Troyon                                          | Fusion simple    | Décret portant rattachement de communes du 9 septembre 1923 | 20 septembre 1923                                        |
| Coucy-le-Château-Auffrique    | Auffrique-et-Nogent                                          | Fusion simple    | Délibération du Conseil Général de l'Aisne du 4 mai 1921    | 23 mai 1921,                                             |
| Coucy-le-Château-Auffrique    | Coucy-le-Château                                             | Fusion simple    | Délibération du Conseil Général de l'Aisne du 4 mai 1921    | 23 mai 1921,                                             |
| Saconin-et-Breuil             | Breuil                                                       | Fusion simple    | Décret du 11 août 1873                                      | Décret du 11 août 1873                                   |
| Saconin-et-Breuil             | Saconin                                                      | Fusion simple    | Décret du 11 août 1873                                      | Décret du 11 août 1873                                   |
| Hartennes-et-Taux             | Hartennes                                                    | Fusion simple    | Décret impérial du 7 juin 1859                              | Décret impérial du 7 juin 1859                           |
| Hartennes-et-Taux             | Taux                                                         | Fusion simple    | Décret impérial du 7 juin 1859                              | Décret impérial du 7 juin 1859                           |
| Épaux-Bézu                    | Bézu-les-Fèves                                               | Fusion simple    | Loi du 2 janvier 1851                                       | Loi du 2 janvier 1851                                    |
| Épaux-Bézu                    | Épaux                                                        | Fusion simple    | Loi du 2 janvier 1851                                       | Loi du 2 janvier 1851                                    |
| Nouvion-et-Catillon           | Catillon-du-Temple                                           | Fusion simple    | Ordonnance du 7 septembre 1845                              | Ordonnance du 7 septembre 1845                           |
| Nouvion-et-Catillon           | Nouvion-l'Abbesse                                            | Fusion simple    | Ordonnance du 7 septembre 1845                              | Ordonnance du 7 septembre 1845                           |
| Mesbrecourt-Richecourt        | Mesbrecourt                                                  | Fusion simple    | Ordonnance du 8 août 1845                                   | Ordonnance du 8 août 1845                                |
| Mesbrecourt-Richecourt        | Richecourt                                                   | Fusion simple    | Ordonnance du 8 août 1845                                   | Ordonnance du 8 août 1845                                |
| Foreste                       | Section d'Auroir d'Auroir-Aubigny                            | Fusion simple    | Ordonnance du 7 juin 1843                                   | Ordonnance du 7 juin 1843                                |
| Foreste                       | Hérouël                                                      | Fusion simple    | Ordonnance du 7 juin 1843                                   | Ordonnance du 7 juin 1843                                |
| Cœuvres-et-Valsery            | Cœuvres                                                      | Fusion simple    | Ordonnance du 29 mai 1830                                   | Ordonnance du 29 mai 1830                                |
| Cœuvres-et-Valsery            | Valsery                                                      | Fusion simple    | Ordonnance du 29 mai 1830                                   | Ordonnance du 29 mai 1830                                |
| Nouvron-Vingré                | Nouvron                                                      | Fusion simple    | Ordonnance du 1er mars 1826                                 | Ordonnance du 1er mars 1826                              |
| Nouvron-Vingré                | Vingré                                                       | Fusion simple    | Ordonnance du 1er mars 1826                                 | Ordonnance du 1er mars 1826                              |
| Belleau                       | Belleau                                                      | Fusion simple    | Ordonnance du 20 mars 1822                                  | Ordonnance du 20 mars 1822                               |
| Belleau                       | Torcy                                                        | Fusion simple    | Ordonnance du 20 mars 1822                                  | Ordonnance du 20 mars 1822                               |
| Chevresis-Monceau             | Chevresis-le-Meldeux                                         | Fusion simple    | Ordonnance du 2 juin 1819                                   | Ordonnance du 2 juin 1819                                |
| Chevresis-Monceau             | Monceau-le-Vieil                                             | Fusion simple    | Ordonnance du 2 juin 1819                                   | Ordonnance du 2 juin 1819                                |
| La Ferté-Chevresis            | Chevresis-les-Dames                                          | Fusion simple    | Ordonnance du 2 juin 1819                                   | Ordonnance du 2 juin 1819                                |
| La Ferté-Chevresis            | La Ferté-sur-Péron                                           | Fusion simple    | Ordonnance du 2 juin 1819                                   | Ordonnance du 2 juin 1819                                |
| Landifay-et-Bertaignemont     | Bertaignemont                                                | Fusion simple    | Ordonnance du 2 juin 1819                                   | Ordonnance du 2 juin 1819                                |
| Landifay-et-Bertaignemont     | Landifay                                                     | Fusion simple    | Ordonnance du 2 juin 1819                                   | Ordonnance du 2 juin 1819                                |
| Monceau-le-Neuf-et-Faucouzy   | Faucouzy                                                     | Fusion simple    | Ordonnance du 2 juin 1819                                   | Ordonnance du 2 juin 1819                                |
| Monceau-le-Neuf-et-Faucouzy   | Monceau-le-Neuf                                              | Fusion simple    | Ordonnance du 2 juin 1819                                   | Ordonnance du 2 juin 1819                                |
| Nanteuil-sur-Ourcq-et-Vichel  | Nanteuil-sur-Ourcq                                           | Fusion simple    | Ordonnance du 2 juin 1819                                   | Ordonnance du 2 juin 1819                                |
| Nanteuil-sur-Ourcq-et-Vichel  | Vichel                                                       | Fusion simple    | Ordonnance du 2 juin 1819                                   | Ordonnance du 2 juin 1819                                |
| Puisieux-et-Clanlieu          | Clanlieu                                                     | Fusion simple    | Ordonnance du 2 juin 1819                                   | Ordonnance du 2 juin 1819                                |
| Puisieux-et-Clanlieu          | Puisieux                                                     | Fusion simple    | Ordonnance du 2 juin 1819                                   | Ordonnance du 2 juin 1819                                |
| Sommette-Eaucourt             | Eaucourt                                                     | Fusion simple    | Ordonnance du 2 juin 1819                                   | Ordonnance du 2 juin 1819                                |
| Sommette-Eaucourt             | Sommette                                                     | Fusion simple    | Ordonnance du 2 juin 1819                                   | Ordonnance du 2 juin 1819                                |
| Vaux-Andigny                  | Andigny-les-Fermes                                           | Fusion simple    | Ordonnance du 2 juin 1819                                   | Ordonnance du 2 juin 1819                                |
| Vaux-Andigny                  | Vaux-en-Arrouaise                                            | Fusion simple    | Ordonnance du 2 juin 1819                                   | Ordonnance du 2 juin 1819                                |
| Villequier-Aumont             | Guyencourt-et-Plessis                                        | Fusion simple    | Ordonnance du 2 juin 1819                                   | Ordonnance du 2 juin 1819                                |
| Villequier-Aumont             | Villequier-Aumont                                            | Fusion simple    | Ordonnance du 2 juin 1819                                   | Ordonnance du 2 juin 1819                                |
| Villers-Agron-Aiguizy         | Aiguizy                                                      | Fusion simple    | Ordonnance du 2 juin 1819                                   | Ordonnance du 2 juin 1819                                |
| Villers-Agron-Aiguizy         | Villers-Agron                                                | Fusion simple    | Ordonnance du 2 juin 1819                                   | Ordonnance du 2 juin 1819                                |
| Bosmont-Saint-Pierremont      | Bosmont-sur-Serre                                            | Fusion simple    | Ordonnance du 18 novembre 1818                              | Ordonnance du 18 novembre 1818                           |
| Bosmont-Saint-Pierremont      | Saint-Pierremont                                             | Fusion simple    | Ordonnance du 18 novembre 1818                              | Ordonnance du 18 novembre 1818                           |
| Vadencourt-et-Bohéries        | Bohéries                                                     | Fusion simple    | Décret du 20 novembre 1811,                                 | Décret du 20 novembre 1811,                              |
| Vadencourt-et-Bohéries        | Vadencourt                                                   | Fusion simple    | Décret du 20 novembre 1811,                                 | Décret du 20 novembre 1811,                              |
| Parcy-et-Tigny                | Parcy                                                        | Fusion simple    | Décret du 23 mai 1810                                       | Décret du 23 mai 1810                                    |
| Parcy-et-Tigny                | Tigny                                                        | Fusion simple    | Décret du 23 mai 1810                                       | Décret du 23 mai 1810                                    |
| Vendresse-et-Troyon           | Troyon                                                       | Fusion simple    | Fusion effectuée en 1809                                    | Fusion effectuée en 1809                                 |
| Vendresse-et-Troyon           | Vendresse                                                    | Fusion simple    | Fusion effectuée en 1809                                    | Fusion effectuée en 1809                                 |
| Ployart-et-Vaurseine          | Ployart                                                      | Fusion simple    | Fusion effectuée en 1808                                    | Fusion effectuée en 1808                                 |
| Ployart-et-Vaurseine          | Vaurseine                                                    | Fusion simple    | Fusion effectuée en 1808                                    | Fusion effectuée en 1808                                 |
| Fesmy-le-Sart                 | Fesmy                                                        | Fusion simple    | Décret du 12 juillet 1807                                   | Décret du 12 juillet 1807                                |
| Fesmy-le-Sart                 | Le Sart                                                      | Fusion simple    | Décret du 12 juillet 1807                                   | Décret du 12 juillet 1807                                |
| Mons-en-Laonnois              | Les Creuttes                                                 | Fusion simple    | Décret du 19 septembre 1806                                 | Décret du 19 septembre 1806                              |
| Mons-en-Laonnois              | Mons-en-Laonnois                                             | Fusion simple    | Décret du 19 septembre 1806                                 | Décret du 19 septembre 1806                              |
| Tugny-et-Pont                 | Pont-de-Tugny                                                | Fusion simple    | Décret du 24 octobre 1803                                   | Décret du 24 octobre 1803                                |
| Tugny-et-Pont                 | Tugny                                                        | Fusion simple    | Décret du 24 octobre 1803                                   | Décret du 24 octobre 1803                                |
| Anguilcourt-le-Sart           | Anguilcourt                                                  | Fusion simple    | Fusion effectuée entre 1795 et 1800, probablement 1796      | Fusion effectuée entre 1795 et 1800, probablement 1796   |
| Anguilcourt-le-Sart           | Le Sart                                                      | Fusion simple    | Fusion effectuée entre 1795 et 1800, probablement 1796      | Fusion effectuée entre 1795 et 1800, probablement 1796   |
| Camelin-et-le-Fresne          | Camelin                                                      | Fusion simple    | Fusion effectuée entre 1795 et 1800, probablement 1796      | Fusion effectuée entre 1795 et 1800, probablement 1796   |
| Camelin-et-le-Fresne          | Le Fresne                                                    | Fusion simple    | Fusion effectuée entre 1795 et 1800, probablement 1796      | Fusion effectuée entre 1795 et 1800, probablement 1796   |
| Wiège-Faty-et-le-Sourd        | Faty                                                         | Fusion simple    | Fusion effectuée entre 1795 et 1796                         | Fusion effectuée entre 1795 et 1796                      |
| Wiège-Faty-et-le-Sourd        | Le Sourd                                                     | Fusion simple    | Fusion effectuée entre 1795 et 1796                         | Fusion effectuée entre 1795 et 1796                      |
| Wiège-Faty-et-le-Sourd        | Wiège                                                        | Fusion simple    | Fusion effectuée entre 1795 et 1796                         | Fusion effectuée entre 1795 et 1796                      |
| Agnicourt-et-Séchelles        | Agnicourt                                                    | Fusion simple    | Fusion effectuée en 1795                                    | Fusion effectuée en 1795                                 |
| Agnicourt-et-Séchelles        | Séchelles                                                    | Fusion simple    | Fusion effectuée en 1795                                    | Fusion effectuée en 1795                                 |
| Bruyères-et-Montbérault       | Bruyères                                                     | Fusion simple    | Fusion effectuée entre 1793 et 1794                         | Fusion effectuée entre 1793 et 1794                      |
| Bruyères-et-Montbérault       | Montbérault                                                  | Fusion simple    | Fusion effectuée entre 1793 et 1794                         | Fusion effectuée entre 1793 et 1794                      |
| Chivres-et-Mâchecourt         | Chivres                                                      | Fusion simple    | Fusion effectuée en 1793                                    | Fusion effectuée en 1793                                 |
| Chivres-et-Mâchecourt         | Mâchecourt                                                   | Fusion simple    | Fusion effectuée en 1793                                    | Fusion effectuée en 1793                                 |
| Chambry                       | Chambry                                                      | Fusion simple    | Arrêté du directoire du département du 16 août 1792         | Arrêté du directoire du département du 16 août 1792      |
| Chambry                       | Puisieux                                                     | Fusion simple    | Arrêté du directoire du département du 16 août 1792         | Arrêté du directoire du département du 16 août 1792      |
| Ciry-Salsogne                 | Ciry                                                         | Fusion simple    | Arrêté du district du 14 juin 1792,                         | Arrêté du district du 14 juin 1792,                      |
| Ciry-Salsogne                 | Salsogne                                                     | Fusion simple    | Arrêté du district du 14 juin 1792,                         | Arrêté du district du 14 juin 1792,                      |
| Tavaux-et-Pontséricourt       | Pontséricourt                                                | Fusion simple    | Fusion effectuée en 1792                                    | Fusion effectuée en 1792                                 |
| Tavaux-et-Pontséricourt       | Tavaux                                                       | Fusion simple    | Fusion effectuée en 1792                                    | Fusion effectuée en 1792                                 |
| Grandlup-et-Fay               | Fay-le-Sec                                                   | Fusion simple    | Arrêté du directoire du département du 26 décembre 1791     | Arrêté du directoire du département du 26 décembre 1791  |
| Grandlup-et-Fay               | Grandlup                                                     | Fusion simple    | Arrêté du directoire du département du 26 décembre 1791     | Arrêté du directoire du département du 26 décembre 1791  |
| La Neuville-Bosmont           | La Neuville-Bosmont                                          | Fusion simple    | Arrêté du directoire du département du 26 décembre 1791     | Arrêté du directoire du département du 26 décembre 1791  |
| La Neuville-Bosmont           | Richémont                                                    | Fusion simple    | Arrêté du directoire du département du 26 décembre 1791     | Arrêté du directoire du département du 26 décembre 1791  |
| Autremencourt                 | Autremencourt                                                | Fusion simple    | Arrêté du directoire du département du 21 octobre 1791      | Arrêté du directoire du département du 21 octobre 1791   |
| Autremencourt                 | Eraucourt                                                    | Fusion simple    | Arrêté du directoire du département du 21 octobre 1791      | Arrêté du directoire du département du 21 octobre 1791   |
| Besny-et-Loizy                | Besny                                                        | Fusion simple    | Arrêté du directoire du département du 21 octobre 1791      | Arrêté du directoire du département du 21 octobre 1791   |
| Besny-et-Loizy                | Loizy                                                        | Fusion simple    | Arrêté du directoire du département du 21 octobre 1791      | Arrêté du directoire du département du 21 octobre 1791   |
| Couvron-et-Aumencourt         | Aumencourt                                                   | Fusion simple    | Arrêté du directoire du département du 21 octobre 1791      | Arrêté du directoire du département du 21 octobre 1791   |
| Couvron-et-Aumencourt         | Couvron                                                      | Fusion simple    | Arrêté du directoire du département du 21 octobre 1791      | Arrêté du directoire du département du 21 octobre 1791   |
| La Malmaison                  | Fontigny-et-Robertchamp                                      | Fusion simple    | Arrêté du directoire du département du 21 octobre 1791      | Arrêté du directoire du département du 21 octobre 1791   |
| La Malmaison                  | La Malmaison                                                 | Fusion simple    | Arrêté du directoire du département du 21 octobre 1791      | Arrêté du directoire du département du 21 octobre 1791   |
| Juvincourt-et-Damary          | Damemarie                                                    | Fusion simple    | Arrêté du directoire du département du 21 octobre 1791      | Arrêté du directoire du département du 21 octobre 1791   |
| Juvincourt-et-Damary          | Juvincourt                                                   | Fusion simple    | Arrêté du directoire du département du 21 octobre 1791      | Arrêté du directoire du département du 21 octobre 1791   |
| Auffrique-et-Nogent           | Auffrique                                                    | Fusion simple    | Arrêté du directoire du département du 27 septembre 1791    | Arrêté du directoire du département du 27 septembre 1791 |
| Auffrique-et-Nogent           | Nogent                                                       | Fusion simple    | Arrêté du directoire du département du 27 septembre 1791    | Arrêté du directoire du département du 27 septembre 1791 |
| Merlieux-et-Fouquerolles      | Merlieux                                                     | Fusion simple    | Arrêté du directoire du département du 9 août 1791          | Arrêté du directoire du département du 9 août 1791       |
| Merlieux-et-Fouquerolles      | Fouquerolles                                                 | Fusion simple    | Arrêté du directoire du département du 9 août 1791          | Arrêté du directoire du département du 9 août 1791       |
| Berzy-le-Sec                  | Berzy-le-Sec                                                 | Fusion simple    | Arrêté du directoire du département du 11 juin 1791         | Arrêté du directoire du département du 11 juin 1791      |
| Berzy-le-Sec                  | Chazelle                                                     | Fusion simple    | Arrêté du directoire du département du 11 juin 1791         | Arrêté du directoire du département du 11 juin 1791      |
| Berzy-le-Sec                  | Léchelle                                                     | Fusion simple    | Arrêté du directoire du département du 11 juin 1791         | Arrêté du directoire du département du 11 juin 1791      |
| Marle                         | Behaine                                                      | Fusion simple    | Arrêté du directoire du département du 10 mai 1791          | Arrêté du directoire du département du 10 mai 1791       |
| Marle                         | Marle                                                        | Fusion simple    | Arrêté du directoire du département du 10 mai 1791          | Arrêté du directoire du département du 10 mai 1791       |
| Any-Martin-Rieux              | Any                                                          | Fusion simple    | Fusion effectuée en 1791                                    | Fusion effectuée en 1791                                 |
| Any-Martin-Rieux              | Martin-Rieux                                                 | Fusion simple    | Fusion effectuée en 1791                                    | Fusion effectuée en 1791                                 |
| Froidmont-Cohartille          | Cohartille                                                   | Fusion simple    | Fusion effectuée en 1791                                    | Fusion effectuée en 1791                                 |
| Froidmont-Cohartille          | Froidmont                                                    | Fusion simple    | Fusion effectuée en 1791                                    | Fusion effectuée en 1791                                 |
| Brissay-Choigny               | Brissay                                                      | Fusion simple    | Arrêté du directoire du 6 décembre 1790                     | Arrêté du directoire du 6 décembre 1790                  |
| Brissay-Choigny               | Choigny                                                      | Fusion simple    | Arrêté du directoire du 6 décembre 1790                     | Arrêté du directoire du 6 décembre 1790                  |
| Auroir-et-Aubigny             | Auroir                                                       | Fusion simple    | Fusion effectuée fin 1790                                   | Fusion effectuée fin 1790                                |
| Auroir-et-Aubigny             | Aubigny                                                      | Fusion simple    | Fusion effectuée fin 1790                                   | Fusion effectuée fin 1790                                |
| Aisonville-et-Bernoville      | Aisonville                                                   | Fusion simple    | Fusion effectuée entre 1790 et 1794                         | Fusion effectuée entre 1790 et 1794                      |
| Aisonville-et-Bernoville      | Bernoville                                                   | Fusion simple    | Fusion effectuée entre 1790 et 1794                         | Fusion effectuée entre 1790 et 1794                      |
| Autremencourt                 | Autremencourt                                                | Fusion simple    | Fusion effectuée entre 1790 et 1794                         | Fusion effectuée entre 1790 et 1794                      |
| Autremencourt                 | Caucourt                                                     | Fusion simple    | Fusion effectuée entre 1790 et 1794                         | Fusion effectuée entre 1790 et 1794                      |
| Bertaucourt-Epourdon          | Bertaucourt                                                  | Fusion simple    | Fusion effectuée entre 1790 et 1794                         | Fusion effectuée entre 1790 et 1794                      |
| Bertaucourt-Epourdon          | Epourdon                                                     | Fusion simple    | Fusion effectuée entre 1790 et 1794                         | Fusion effectuée entre 1790 et 1794                      |
| Bourg-et-Comin                | Bourg                                                        | Fusion simple    | Fusion effectuée entre 1790 et 1794                         | Fusion effectuée entre 1790 et 1794                      |
| Bourg-et-Comin                | Comin                                                        | Fusion simple    | Fusion effectuée entre 1790 et 1794                         | Fusion effectuée entre 1790 et 1794                      |
| Caillouël-Crépigny            | Caillouël                                                    | Fusion simple    | Fusion effectuée entre 1790 et 1794                         | Fusion effectuée entre 1790 et 1794                      |
| Caillouël-Crépigny            | Crépigny                                                     | Fusion simple    | Fusion effectuée entre 1790 et 1794                         | Fusion effectuée entre 1790 et 1794                      |
| Chéry-Chartreuve              | Chartreuve                                                   | Fusion simple    | Fusion effectuée entre 1790 et 1794                         | Fusion effectuée entre 1790 et 1794                      |
| Chéry-Chartreuve              | Chéry                                                        | Fusion simple    | Fusion effectuée entre 1790 et 1794                         | Fusion effectuée entre 1790 et 1794                      |
| Clacy-et-Thierret             | Clacy                                                        | Fusion simple    | Fusion effectuée entre 1790 et 1794                         | Fusion effectuée entre 1790 et 1794                      |
| Clacy-et-Thierret             | Thierret                                                     | Fusion simple    | Fusion effectuée entre 1790 et 1794                         | Fusion effectuée entre 1790 et 1794                      |
| Courtrizy-et-Fussigny         | Courtrizy                                                    | Fusion simple    | Fusion effectuée entre 1790 et 1794                         | Fusion effectuée entre 1790 et 1794                      |
| Courtrizy-et-Fussigny         | Fussigny                                                     | Fusion simple    | Fusion effectuée entre 1790 et 1794                         | Fusion effectuée entre 1790 et 1794                      |
| Crandelain-et-Malval          | Crandelain                                                   | Fusion simple    | Fusion effectuée entre 1790 et 1794                         | Fusion effectuée entre 1790 et 1794                      |
| Crandelain-et-Malval          | Malval                                                       | Fusion simple    | Fusion effectuée entre 1790 et 1794                         | Fusion effectuée entre 1790 et 1794                      |
| Cuissy-et-Geny                | Cuissy                                                       | Fusion simple    | Fusion effectuée entre 1790 et 1794                         | Fusion effectuée entre 1790 et 1794                      |
| Cuissy-et-Geny                | Geny                                                         | Fusion simple    | Fusion effectuée entre 1790 et 1794                         | Fusion effectuée entre 1790 et 1794                      |
| Dagny-Lambercy                | Dagny                                                        | Fusion simple    | Fusion effectuée entre 1790 et 1794                         | Fusion effectuée entre 1790 et 1794                      |
| Dagny-Lambercy                | Lambercy                                                     | Fusion simple    | Fusion effectuée entre 1790 et 1794                         | Fusion effectuée entre 1790 et 1794                      |
| Flavigny-le-Grand-et-Beaurain | Beaurain                                                     | Fusion simple    | Fusion effectuée entre 1790 et 1794                         | Fusion effectuée entre 1790 et 1794                      |
| Flavigny-le-Grand-et-Beaurain | Flavigny-le-Grand                                            | Fusion simple    | Fusion effectuée entre 1790 et 1794                         | Fusion effectuée entre 1790 et 1794                      |
| Frières-Faillouël             | Faillouël                                                    | Fusion simple    | Fusion effectuée entre 1790 et 1794                         | Fusion effectuée entre 1790 et 1794                      |
| Frières-Faillouël             | Frières                                                      | Fusion simple    | Fusion effectuée entre 1790 et 1794                         | Fusion effectuée entre 1790 et 1794                      |
| Jumencourt                    | Jumencourt                                                   | Fusion simple    | Fusion effectuée entre 1790 et 1794                         | Fusion effectuée entre 1790 et 1794                      |
| Jumencourt                    | Trébécourt                                                   | Fusion simple    | Fusion effectuée entre 1790 et 1794                         | Fusion effectuée entre 1790 et 1794                      |
| Marest-Dampcourt              | Dampcourt                                                    | Fusion simple    | Fusion effectuée entre 1790 et 1794                         | Fusion effectuée entre 1790 et 1794                      |
| Marest-Dampcourt              | Marest                                                       | Fusion simple    | Fusion effectuée entre 1790 et 1794                         | Fusion effectuée entre 1790 et 1794                      |
| Presles-et-Thierny            | Presles-l'Évêque                                             | Fusion simple    | Fusion effectuée entre 1790 et 1794                         | Fusion effectuée entre 1790 et 1794                      |
| Presles-et-Thierny            | Thierny                                                      | Fusion simple    | Fusion effectuée entre 1790 et 1794                         | Fusion effectuée entre 1790 et 1794                      |
| Proviseux-et-Plesnoy          | Plesnoy                                                      | Fusion simple    | Fusion effectuée entre 1790 et 1794                         | Fusion effectuée entre 1790 et 1794                      |
| Proviseux-et-Plesnoy          | Proviseux                                                    | Fusion simple    | Fusion effectuée entre 1790 et 1794                         | Fusion effectuée entre 1790 et 1794                      |
| Reuilly-Sauvigny              | Reuilly                                                      | Fusion simple    | Fusion effectuée entre 1790 et 1794                         | Fusion effectuée entre 1790 et 1794                      |
| Reuilly-Sauvigny              | Sauvigny                                                     | Fusion simple    | Fusion effectuée entre 1790 et 1794                         | Fusion effectuée entre 1790 et 1794                      |
| Saint-Erme-Outre-et-Ramecourt | Ramecourt                                                    | Fusion simple    | Fusion effectuée entre 1790 et 1794                         | Fusion effectuée entre 1790 et 1794                      |
| Saint-Erme-Outre-et-Ramecourt | Saint-Erme-Outre                                             | Fusion simple    | Fusion effectuée entre 1790 et 1794                         | Fusion effectuée entre 1790 et 1794                      |
| Saint-Pierremont              | Rary                                                         | Fusion simple    | Fusion effectuée entre 1790 et 1794                         | Fusion effectuée entre 1790 et 1794                      |
| Saint-Pierremont              | Saint-Pierremont                                             | Fusion simple    | Fusion effectuée entre 1790 et 1794                         | Fusion effectuée entre 1790 et 1794                      |
| Seringes-et-Nesles            | Nesles                                                       | Fusion simple    | Fusion effectuée entre 1790 et 1794                         | Fusion effectuée entre 1790 et 1794                      |
| Seringes-et-Nesles            | Seringes                                                     | Fusion simple    | Fusion effectuée entre 1790 et 1794                         | Fusion effectuée entre 1790 et 1794                      |
| Sons-et-Ronchères             | Ronchères                                                    | Fusion simple    | Fusion effectuée entre 1790 et 1794                         | Fusion effectuée entre 1790 et 1794                      |
| Sons-et-Ronchères             | Sons                                                         | Fusion simple    | Fusion effectuée entre 1790 et 1794                         | Fusion effectuée entre 1790 et 1794                      |
| Toulis-et-Attencourt          | Attencourt                                                   | Fusion simple    | Fusion effectuée entre 1790 et 1794                         | Fusion effectuée entre 1790 et 1794                      |
| Toulis-et-Attencourt          | Toulis                                                       | Fusion simple    | Fusion effectuée entre 1790 et 1794                         | Fusion effectuée entre 1790 et 1794                      |
| Vaucelles-et-Beffecourt       | Beffecourt                                                   | Fusion simple    | Fusion effectuée entre 1790 et 1794                         | Fusion effectuée entre 1790 et 1794                      |
| Vaucelles-et-Beffecourt       | Vaucelles                                                    | Fusion simple    | Fusion effectuée entre 1790 et 1794                         | Fusion effectuée entre 1790 et 1794                      |
| Vesles-et-Caumont             | Caumont                                                      | Fusion simple    | Fusion effectuée entre 1790 et 1794                         | Fusion effectuée entre 1790 et 1794                      |
| Vesles-et-Caumont             | Vesles                                                       | Fusion simple    | Fusion effectuée entre 1790 et 1794                         | Fusion effectuée entre 1790 et 1794                      |
| Vincy-Reuil-et-Magny          | Magny                                                        | Fusion simple    | Fusion effectuée entre 1790 et 1792                         | Fusion effectuée entre 1790 et 1792                      |
| Vincy-Reuil-et-Magny          | Reuil                                                        | Fusion simple    | Fusion effectuée entre 1790 et 1792                         | Fusion effectuée entre 1790 et 1792                      |
| Vincy-Reuil-et-Magny          | Vincy                                                        | Fusion simple    | Fusion effectuée entre 1790 et 1792                         | Fusion effectuée entre 1790 et 1792                      |
| Viry-Noureuil                 | Noureuil                                                     | Fusion simple    | Fusion effectuée entre 1790 et 1794                         | Fusion effectuée entre 1790 et 1794                      |
| Viry-Noureuil                 | Viry                                                         | Fusion simple    | Fusion effectuée entre 1790 et 1794                         | Fusion effectuée entre 1790 et 1794                      |

#### Paroisses
Au XVIIIe siècle, deux paroisses, sur le territoire actuel du département, ont été supprimées
- En 1745, la paroisse Saint-Martin de La Poterie est supprimée et son église est fermée. L'ancienne paroisse est rattachée à celle de Coincy
- En 1749, la paroisse de Drachy est regroupée avec celle de Charly.

### Créations, rétablissements et suppressions
| Nom                                  | Commune affectée         | Mode de création              | Décision                                                | Date d’effet                                            |
| ------------------------------------ | ------------------------ | ----------------------------- | ------------------------------------------------------- | ------------------------------------------------------- |
| Chartèves                            | Charmont-sur-Marne       | Rétablissement                | Arrêté préfectoral du 10 novembre 1977,                 | 1er janvier 1978                                        |
| Petit-Verly                          | Verly                    | Démembrement et suppression   | Loi du 6 janvier 1896                                   | 9 janvier 1896                                          |
| Grand-Verly                          | Verly                    | Démembrement et suppression   | Loi du 6 janvier 1896                                   | 9 janvier 1896                                          |
| Le Thuel                             | Noircourt                | Démembrement                  | Décret du 1er avril 1883                                | Décret du 1er avril 1883                                |
| Francilly-Selency                    | Fayet                    | Démembrement                  | Décret du 26 février 1883                               | Décret du 26 février 1883                               |
| Chivres                              | Chivres-et-Mâchecourt    | Démembrement et suppression   | Décret du 4 juillet 1879                                | Décret du 4 juillet 1879                                |
| Mâchecourt                           | Chivres-et-Mâchecourt    | Démembrement et suppression   | Décret du 4 juillet 1879                                | Décret du 4 juillet 1879                                |
| Raillimont                           | Rouvroy-sur-Serre        | Démembrement                  | Décret du 24 septembre 1872                             | octobre 1872                                            |
| La Vallée-Mulâtre                    | Saint-Martin-Rivière     | Démembrement                  | Décret du 27 février 1864                               | Décret du 27 février 1864                               |
| Aubigny-aux-Kaisnes                  | Auroir-Aubigny           | Démembrement et suppression   | Ordonnance du 7 juin 1843                               |                                                         |
| Section d'Auroir rattachée à Foreste | Auroir-Aubigny           | Démembrement et suppression   | Ordonnance du 7 juin 1843                               |                                                         |
| Autreville                           | Sinceny-Autreville       | Démembrement                  | Ordonnance du 18 mars 1836                              | Ordonnance du 18 mars 1836                              |
| Le Sourd                             | Wiège-Faty               | Rétablissement                | Ordonnance du 26 avril 1835                             | Ordonnance du 26 avril 1835                             |
| Bosmont                              | Bosmont-Saint-Pierremont | Démembrement et suppression   | Ordonnance du 16 novembre 1833                          | Ordonnance du 16 novembre 1833                          |
| Saint-Pierremont                     | Bosmont-Saint-Pierremont | Démembrement et suppression   | Ordonnance du 16 novembre 1833                          | Ordonnance du 16 novembre 1833                          |
| Torcy                                | Belleau                  | Rétablissement                | Ordonnance du 6 juillet 1832                            | Ordonnance du 6 juillet 1832                            |
| Fesmy                                | Fesmy-le-Sart            | Rétablissement et suppression | Ordonnance du 29 mai 1830                               |                                                         |
| Le Sart                              | Fesmy-le-Sart            | Rétablissement et suppression | Ordonnance du 29 mai 1830                               |                                                         |
| La Vallée-aux-Bleds                  | Haution                  | Démembrement                  | Ordonnance du 15 juillet 1829                           |                                                         |
| La Vallée-aux-Bleds                  | Lemé                     | Démembrement                  | Ordonnance du 15 juillet 1829                           |                                                         |
| La Vallée-aux-Bleds                  | Voulpaix                 | Démembrement                  | Ordonnance du 15 juillet 1829                           |                                                         |
| Fieulaine                            | Fontaine-Notre-Dame      | Démembrement                  | Érection en commune indépendante effectuée en 1798      | Érection en commune indépendante effectuée en 1798      |
| Lombray                              | Camelin                  | Démembrement                  | Érection en commune indépendante effectuée en 1794      | Érection en commune indépendante effectuée en 1794      |
| Besmé                                | Camelin                  | Démembrement                  | Érection en commune indépendante effectuée en 1794-1795 | Érection en commune indépendante effectuée en 1794-1795 |

### Changements de nom

#### Modification de nom officiel
| Nom                           | Ancien nom                   | Décision                           | Date d’effet                 |
| ----------------------------- | ---------------------------- | ---------------------------------- | ---------------------------- |
| Fresnes-sous-Coucy            | Fresnes                      | Décret du 22 décembre 2017         | 25 décembre 2017             |
| Barisis-aux-Bois              | Barisis                      | Décret du 3 décembre 2014          | 6 décembre 2014              |
| Croix-Fonsomme                | Croix-Fonsommes              | Décret du 22 mars 2011             | 25 mars 2011                 |
| Fonsomme                      | Fonsommes                    | Décret du 22 mars 2011             | 25 mars 2011                 |
| Leschelle                     | Leschelles                   | Décret du 3 octobre 2008           | 6 octobre 2008               |
| Charly-sur-Marne              | Charly                       | Décret du 7 juillet 2006           | 9 juillet 2006               |
| Lehaucourt                    | Le Haucourt                  | Décret du 16 novembre 1998         | 19 novembre 1998             |
| Vauxrezis                     | Vaurezis                     | Correction d'une erreur de l'Insee | 1er janvier 1996             |
| Liesse-Notre-Dame             | Liesse                       | Décret du 10 mars 1988             | 18 mars 1988                 |
| Aubigny-aux-Kaisnes           | Aubigny                      | Décret du 11 juin 1979             | 15 juin 1979                 |
| Mont-Saint-Père               | Charmont-sur-Marne           | Décret du 11 juin 1979             | 15 juin 1979                 |
| Crouttes-sur-Marne            | Crouttes                     | Décret du 9 mars 1973              | 16 mars 1973                 |
| Bouconville-Vauclair          | Bouconville-Vauclerc         | Décret de janvier 1973             | 25 janvier 1973              |
| Villiers-Saint-Denis          | Villiers-sur-Marne           | Décret du 9 avril 1970             | 13 avril 1970                |
| Trélou-sur-Marne              | Tréloup                      | Décret du 30 avril 1966            | 7 mai 1966                   |
| Proisy                        | Proizy                       | Décret du 2 mars 1962              | 8 mars 1962                  |
| Beauvois-en-Vermandois        | Beauvois                     | Décret du 19 juin 1961             | 22 juin 1961                 |
| La Vallée-au-Blé              | La Vallée-aux-Bleds          | Décret du 19 juin 1961             | 22 juin 1961                 |
| Romeny-sur-Marne              | Romeny                       | Décret du 17 décembre 1958         | 19 décembre 1958             |
| Fontaine-lès-Vervins          | Fontaine                     | Décret du 12 octobre 1956          | 19 octobre 1956              |
| Origny-en-Thiérache           | Origny                       | Décret du 23 août 1956             | 29 août 1956                 |
| Bohain-en-Vermandois          | Bohain                       | Décret du 1er juin 1956            | 8 juin 1956                  |
| Clermont-les-Fermes           | Clermont                     | Décret du 1er juin 1956            | 8 juin 1956                  |
| Coulonges-en-Tardenois        | Coulonges                    | Décret du 1er juin 1956            | 8 juin 1956                  |
| Leuilly-sous-Coucy            | Leuilly                      | Décret du 1er juin 1956            | 8 juin 1956                  |
| Vailly-sur-Aisne              | Vailly                       | Décret du 1er juin 1956            | 8 juin 1956                  |
| Barzy-en-Thiérache            | Barzy                        | Décret du 20 février 1956          | 24 février 1956              |
| Braye-en-Thiérache            | Braye                        | Décret du 20 février 1956          | 24 février 1956              |
| Bruyères-sur-Fère             | Bruyères                     | Décret du 20 février 1956          | 24 février 1956              |
| Fresnes-en-Tardenois          | Fresnes                      | Décret du 20 février 1956          | 24 février 1956              |
| Le Nouvion-en-Thiérache       | Le Nouvion                   | Décret du 20 février 1956          | 24 février 1956              |
| Puiseux-en-Retz               | Puisieux                     | Décret du 13 mai 1947              | 16 mai 1947                  |
| Aubigny                       | Aubigny-aux-Kaisnes          | Création du COG                    | 1er octobre 1943,            |
| Fresnes                       | Fresnes-sous-Coucy           | Création du COG                    | 1er octobre 1943,            |
| Grand-Rozoy                   | Rozoy-Grand                  | Création du COG                    | 1er octobre 1943,            |
| Grand-Verly                   | Verly-Grand                  | Création du COG                    | 1er octobre 1943,            |
| Petit-Verly                   | Verly-Petit                  | Création du COG                    | 1er octobre 1943,            |
| Bazoches-sur-Vesles           | Bazoches                     | Décret du 27 août 1943             | 31 août 1943                 |
| Azy-sur-Marne                 | Azy                          | Décret du 13 août 1939             | 17 décembre 1939             |
| Courcelles-sur-Vesle          | Courcelles                   | Décret du 1er avril 1939           | 17 avril 1939                |
| La Croix-sur-Ourcq            | La Croix                     | Décret du 19 août 1937             | 20 septembre 1937            |
| Armentières-sur-Ourcq         | Armentières                  | Décret du 11 mai 1937              | 30 mai 1937                  |
| Laval-en-Laonnois             | Laval                        | Décret du 11 mai 1937              | 30 mai 1937                  |
| Rozières-sur-Crise            | Rozières                     | Décret du 6 décembre 1936          | 5 janvier 1937               |
| Bosmont-sur-Serre             | Bosmont                      | Décret du 3 décembre 1936          | 25 décembre 1936             |
| Neuville-sur-Ailette          | Neuville                     | Décret du 28 septembre 1935        | 27 octobre 1935              |
| Brancourt-en-Laonnois         | Brancourt                    | Décret du 22 novembre 1933         | 2 décembre 1933              |
| Torcy-en-Valois               | Torcy                        | Décret du 22 novembre 1933         | 2 décembre 1933              |
| Saint-Pierre-lès-Franqueville | Saint-Pierre                 | Décret du 6 juillet 1930           | 17 juillet 1930              |
| Sancy-les-Cheminots           | Sancy                        | Décret du 17 novembre 1929,        | 18 novembre 1929             |
| Aubigny-en-Laonnois           | Aubigny                      | Décret du 17 juillet 1927          | 31 juillet 1927              |
| Saint-Quentin-sur-Allan       | Saint-Quentin-Louvry         | Décret du 9 novembre 1926,         | 25 novembre 1926             |
| Marly-Gomont                  | Marly                        | Décret du 29 juillet 1926          | 9 août 1926                  |
| Attilly                       | Marteville                   | Décret du 5 décembre 1925          | 19 décembre 1925             |
| Macogny                       | Montron                      | Décret du 8 janvier 1925           | 27 janvier 1925              |
| Vaux-en-Vermandois            | Vaux                         | Décret du 24 janvier 1924          | 7 février 1924               |
| Oigny-en-Valois               | Oigny                        | Décret du 22 novembre 1923         | 8 décembre 1923              |
| La Celle-sous-Montmirail      | La Celle                     | Décret du 22 novembre 1923         | 3 décembre 1923              |
| Baulne-en-Brie                | Baulne                       | Décret du 31 octobre 1922          | 13 novembre 1922             |
| Chivres-en-Laonnois           | Chivres                      | Décret du 31 octobre 1922          | 13 novembre 1922             |
| Largny-sur-Automne            | Largny                       | Décret du 14 novembre 1921         | 26 novembre 1921             |
| Moÿ-de-l'Aisne                | Moÿ                          | Décret du 14 novembre 1921,        | 26 novembre 1921             |
| Bonnesvalyn                   | Bonnes                       | Décret du 29 janvier 1921          | 14 février 1921              |
| Chivres-Val                   | Chivres                      | Décret du 29 janvier 1921          | 14 février 1921              |
| Nesles-la-Montagne            | Nesles                       | Décret du 25 septembre 1913        | 5 octobre 1913               |
| Braine                        | Braisne                      | Décret du 5 avril 1913             | 13 avril 1913                |
| Étampes-sur-Marne             | Étampes                      | Décret du 27 novembre 1912         | 5 décembre 1912              |
| Martigny-Courpierre           | Martigny                     | Décret du 12 décembre 1910         | 17 décembre 1910             |
| Noyales                       | Noyal                        | Décret du 5 novembre 1909,         | 6 novembre 1909              |
| Essômes-sur-Marne             | Essômes                      | Décret du 6 août 1908              | 15 août 1908                 |
| Brancourt-le-Grand            | Brancourt                    | Décret du 5 janvier 1906           | 22 janvier 1906              |
| Marcy-sous-Marle              | Marcy                        | Décret du 15 août 1903             | 22 août 1903                 |
| Montigny-en-Arrouaise         | Montigny-Carotte             | Décret du 3 novembre 1902          | 10 novembre 1902             |
| Rocourt-Saint-Martin          | Rocourt                      | Décret du 15 février 1898          | 20 février 1898              |
| Azy                           | Azy-Bonneil                  | Décret du 31 janvier 1898          | 7 février 1898               |
| Vigneux-Hocquet               | Vigneux                      | Décret du 24 juillet 1897          | 31 juillet 1897              |
| Athies-sous-Laon              | Athies                       | Décret du 3 février 1897           | 7 février 1897               |
| Mézières-sur-Oise             | Mézières                     | Décret du 19 février 1896          | Décret du 19 février 1896    |
| Bergues-sur-Sambre            | Bergues                      | Décret du 22 décembre 1894         | Décret du 22 décembre 1894   |
| Neufchâtel-sur-Aisne          | Neufchâtel                   | Décret du 22 décembre 1894         | Décret du 22 décembre 1894   |
| Barzy-sur-Marne               | Barzy                        | Décret du 28 juillet 1891          | Décret du 28 juillet 1891    |
| Vichel-Nanteuil               | Nanteuil-sur-Ourcq-et-Vichel | Décret du 12 novembre 1890         | Décret du 12 novembre 1890   |
| Marchais-en-Brie              | Marchais                     | Décret du 13 septembre 1890        | Décret du 13 septembre 1890  |
| Licy-Clignon                  | Licy-les-Moines              | Décret du 19 janvier 1889          | Décret du 19 janvier 1889    |
| Aulnois-sous-Laon             | Aulnois                      | Décret du 9 janvier 1888           | Décret du 9 janvier 1888     |
| Monnes                        | Cointicourt                  | Décret du 22 décembre 1885         | Décret du 22 décembre 1885   |
| Pouilly-sur-Serre             | Pouilly                      | Décret du 17 décembre 1883         | Décret du 17 décembre 1883   |
| Sains-Richaumont              | Sains                        | Décret du 17 décembre 1883         | Décret du 17 décembre 1883   |
| Pargny-la-Dhuys               | Pargny                       | Décret du 26 décembre 1878         | Décret du 26 décembre 1878   |
| Rozoy-Bellevalle              | Rozoy-Gâtebled               | Décret du 18 février 1860          | Décret du 18 février 1860    |
| Noroy-sur-Ourcq               | Noroy                        | Décret du 13 août 1853             | Décret du 13 août 1853       |
| Sinceny                       | Sinceny-Autreville           | Ordonnance du 18 mars 1836         | Ordonnance du 18 mars 1836   |
| Wiège-Faty                    | Wiège-Faty-et-le-Sourd       | Ordonnance du 26 avril 1835        | Ordonnance du 26 avril 1835  |
| Villequier-Aumont             | Genlis                       | Ordonnance du 8 juillet 1814       | Ordonnance du 8 juillet 1814 |
| Licy-les-Moines               | Licy-Clignon                 | Ordonnance du 8 juillet 1814       | Ordonnance du 8 juillet 1814 |

#### Période révolutionnaire
Les modifications de dénominations suivantes (et parfois multiples) durant la période révolutionnaire n'ont pas été maintenues, à l'exception de Licy-Clignon.
| Nom                     | Nom révolutionnaire                               |
| ----------------------- | ------------------------------------------------- |
| Anguilcourt-le-Sart     | Séricourt / Serre-y-Court / Serricourt            |
| Anizy-le-Château        | Anisy-la-Rivière                                  |
| Arcy-Sainte-Restitue    | Arcy                                              |
| Bézu-Saint-Germain      | Bézu-le-Grand                                     |
| Celles-lès-Condé        | Vallon-Libre / Celles-les-Vallons-Libres          |
| Château-Thierry         | Château-Égalité / Égalité-sur-Marne               |
| Condé-en-Brie           | Vallon-Libre                                      |
| Condé-sur-Aisne         | Scevole-sur-Aisne                                 |
| Condé-sur-Suippe        | Rémy-sur-Suippe                                   |
| Coucy-la-Ville          | Coucy-la-Vallée                                   |
| Coucy-le-Château        | Coucy-la-Montagne                                 |
| Fère-en-Tardenois       | Fère-sur-Ourcq                                    |
| Grand-Rozoy             | Les Oulchy / Rozoy-les-Oulchy                     |
| Guise                   | Beaupré / Réunion-sur-Oise                        |
| La Chapelle-Monthodon   | Monthodon                                         |
| La Ferté-Milon          | La Ferté-sur-Ourcq                                |
| Licy-les-Moines         | Licy-Clignon                                      |
| Marizy-Sainte-Geneviève | Marizy-le-Grand                                   |
| Mons-en-Laonnois        | Mons-les-Creuttes                                 |
| Montreuil-aux-Lions     | Montreuil-l'Union                                 |
| Mont-Saint-Père         | Mont-Bel-Air / Mont-sur-Marne                     |
| Neuilly-Saint-Front     | Neuilly-sur-Ourcq                                 |
| Nizy-le-Comte           | Nizy-le-Marais                                    |
| Nogent-l'Artaud         | Nogent-la-Loi                                     |
| Noroy-sur-Ourcq         | Mont-Libre                                        |
| Nouvion-l'Abbesse       | Le Nouvion-le-Franc                               |
| Origny-en-Thiérache     | Origny-sur-le-Thon                                |
| Origny-Sainte-Benoite   | Origny-sur-Oise                                   |
| Oulchy-le-Château       | Oulchy-la-Montagne                                |
| Pont-Saint-Mard         | Pont-sur-Lette                                    |
| Rozet-Saint-Albin       | Les Mesnils / Rozet-le-Mesnil                     |
| Rozoy-Bellevalle        | Rozoy-Gatebled                                    |
| Saint-Agnan             | Montagnan                                         |
| Saint-Aubin             | Franc-Cœur-la-Carrière                            |
| Saint-Gobain            | Mont-Libre                                        |
| Saint-Hilaire-Montgru   | Hilaire-Montgru                                   |
| Saint-Nicolas-aux-Bois  | La Vallée-aux-Bois                                |
| Saint-Paul-aux-Bois     | Vignette-aux-Bois                                 |
| Saint-Quentin           | Égalité-sur-Somme / Linon-sur-Somme / Somme-Libre |
| Saint-Rémy-Blanzy       | Blanzy / Rémy-Blanzy / Rémy-Ivry                  |
| Villiers-Saint-Denis    | Villiers-aux-Pierres                              |

### Transferts
Liste des communes ayant appartenu au département de l'Aisne avant d'être transférées dans un autre département.
| Nom de la commune    | Date de décision           | Date d'effet           | Département |
| -------------------- | -------------------------- | ---------------------- | ----------- |
| Gernicourt           | Décret du 28 décembre 2016 | 31 décembre 2016       | Marne       |
| Escaufourt           | Décret du 28 août 1973     | 1er septembre 1973     | Nord        |
| Le Breuil            | Loi du 7 janvier 1799,     | Loi du 7 janvier 1799, | Marne       |
| Corribert            | Loi du 7 janvier 1799,     | Loi du 7 janvier 1799, | Marne       |
| Corrobert            | Loi du 7 janvier 1799,     | Loi du 7 janvier 1799, | Marne       |
| Margny               | Loi du 7 janvier 1799,     | Loi du 7 janvier 1799, | Marne       |
| Orbais               | Loi du 7 janvier 1799,     | Loi du 7 janvier 1799, | Marne       |
| Suizy-le-Franc       | Loi du 7 janvier 1799,     | Loi du 7 janvier 1799, | Marne       |
| Verdon               | Loi du 7 janvier 1799,     | Loi du 7 janvier 1799, | Marne       |
| La Ville-sous-Orbais | Loi du 7 janvier 1799,     | Loi du 7 janvier 1799, | Marne       |

## Modifications de limites communales
Le plus souvent, les modifications des limites communales décidées par arrêtés préfectoraux ne sont pas répertoriées dans le Journal officiel, ni dans le Bulletin officiel
| La commune de...                                  | ...cède du territoire à la commune de...          | Précisions                                                       | Date (et nature) de la décision              |
| ------------------------------------------------- | ------------------------------------------------- | ---------------------------------------------------------------- | -------------------------------------------- |
| La Celle-sous-Montmirail                          | Vendières                                         | Superficie de 7 ha 23 a 90 ca                                    | 22 novembre 2013 (Décret)                    |
| Vendières                                         | La Celle-sous-Montmirail                          | Superficie de 6 ha 79 a 35 ca                                    | 22 novembre 2013 (Décret)                    |
| Laon                                              | Athies-sous-Laon                                  | 4 habitants Superficie de 21 ha 75 a 75 ca                       | 13 février 1997 (Décret)                     |
| Athies-sous-Laon                                  | Laon                                              | Superficie de 13 ha 6 a 19 ca                                    | 13 février 1997 (Décret)                     |
| Vincy-Reuil-et-Magny                              | Sainte-Geneviève                                  | 11 habitants                                                     | 27 mai 1986 (Arrêté) 2 janvier 1987 (Arrêté) |
| Bichancourt                                       | Abbécourt                                         | 11 habitants Superficie de 2 ha 91 a 35 ca                       | 21 novembre 1975 (Décret)                    |
| Orainville                                        | Auménancourt (département de la Marne)            | 28 habitants                                                     | 7 février 1973 (Décret)                      |
| Pignicourt                                        | Auménancourt (département de la Marne)            | 23 habitants                                                     | 7 février 1973 (Décret)                      |
| Lesquielles-Saint-Germain                         | Guise                                             | 525 habitants                                                    | 2 décembre 1965 (Arrêté)                     |
| Vénérolles                                        | Wassigny                                          | 1 habitant                                                       | 5 septembre 1963 (Arrêté)                    |
| Laon                                              | Aulnois-sous-Laon                                 | 7 habitants                                                      | 12 décembre 1962 (Arrêté)                    |
| Villers-Hélon                                     | Vierzy                                            | 13 habitants Superficie de 69 a 48 ca                            | 21 septembre 1962 (Décret)                   |
| Saint-Rémy-Blanzy                                 | Vierzy                                            | Hameau du Moulin des Comtes 6 habitants Superficie de 97 a 30 ca | 21 septembre 1962 (Décret)                   |
| Soissons Pommiers                                 | Pommiers Soissons                                 |                                                                  | 29 janvier 1962 (Arrêté)                     |
| Acy                                               | Serches                                           | 19 habitants                                                     | 28 septembre 1961 (Arrêté)                   |
| Dammard Macogny                                   | Macogny Dammard                                   |                                                                  | 28 septembre 1961 (Arrêté)                   |
| Wimy                                              | Effry                                             | Portion de cité Briffault 65 habitants                           | 24 août 1961 (Décret)                        |
| Mercin-et-Vaux Soissons                           | Soissons Mercin-et-Vaux                           |                                                                  | 26 juillet 1961 (Arrêté)                     |
| Bourguignon-sous-Montbavin Royaucourt-et-Chailvet | Royaucourt-et-Chailvet Bourguignon-sous-Montbavin |                                                                  | 28 avril 1961 (Arrêté)                       |
| Proix Vadencourt-et-Bohéries                      | Vadencourt-et-Bohéries Proix                      |                                                                  | 13 mars 1961 (Arrêté)                        |
| Fère-en-Tardenois                                 | Saponay                                           | Superficie de 3 ha 94 a 84 ca                                    | 17 janvier 1959 (Arrêté)                     |
| Saponay                                           | Fère-en-Tardenois                                 | Superficie de 1 ha 48 a 60 ca                                    | 17 janvier 1959 (Arrêté)                     |
| Lor La Malmaison                                  | La Malmaison Lor                                  |                                                                  | 10 août 1951 (Arrêté)                        |
| Montreuil-aux-Lions Dhuisy (Seine-et-Marne)       | Dhuisy (Seine-et-Marne) Montreuil-aux-Lions       |                                                                  | 13 mai 1936 (Décret)                         |
| Sainte-Aulde (Seine-et-Marne) Bézu-le-Guéry       | Bézu-le-Guéry Sainte-Aulde (Seine-et-Marne)       |                                                                  | 8 septembre 1909 (Décret)                    |
| Terny-Sorny                                       | Margival                                          |                                                                  | 9 août 1900 (Décret)                         |
| Chaourse                                          | La Ville-aux-Bois-lès-Dizy                        |                                                                  | 3 juin 1899 (Décret)                         |
| Étreux                                            | Boué                                              | Parcelle de la Nation                                            | 28 décembre 1895 (Loi)                       |
| Neuville-Saint-Amand                              | Saint-Quentin                                     |                                                                  | 15 juillet 1881 (Loi)                        |
| Harly                                             | Saint-Quentin                                     |                                                                  | 15 juillet 1881 (Loi)                        |
| Gauchy                                            | Saint-Quentin                                     |                                                                  | 15 juillet 1881 (Loi)                        |
| Montgobert Longpont                               | Longpont Montgobert                               |                                                                  | 24 avril 1876 (Décret)                       |
| Busigny (Nord)                                    | Becquigny                                         | Hameaux du Petit Cambrésis et de Tout-y-Faut                     | 4 août 1874 (Loi)                            |
| Becquigny                                         | Busigny (Nord)                                    |                                                                  | 4 août 1874 (Loi)                            |
| Le Sourd                                          | Colonfay                                          |                                                                  | 4 avril 1868 (Décret)                        |
| Étampes Chierry Château-Thierry                   | Chierry Château-Thierry Étampes                   |                                                                  | 16 mai 1863 (Loi)                            |
| Barenton-sur-Serre                                | Froidmont-Cohartille                              | Section de Cohartille                                            | 5 juin 1846 (Loi)                            |
| Peuilly (Somme)                                   | Trefcon                                           |                                                                  | 20 juin 1836 (Loi)                           |

## Statuts particuliers

### Communes associées
Lorsque la ligne du tableau prend la couleur rose dragée, cela signifie que la commune n’a plus actuellement le statut de commune associée, à la suite d'une fusion ou d'une défusion.
| Nom de la commune | Code INSEE | Fusion-association                     | Fusion-association | Fusion-association | Fusion-association                       | Défusion                               | Défusion         | Défusion |
| Nom de la commune | Code INSEE | date de la décision                    | date d'effet       | commune absorbante | nom de la commune résultant de la fusion | date de la décision                    | date d'effet     | commentaire |
| ----------------- | ---------- | -------------------------------------- | ------------------ | ------------------ | ---------------------------------------- | -------------------------------------- | ---------------- | --- |
| Chartèves         | 02166      | Arrêté préfectoral du 6 septembre 1974 | 1er octobre 1974   | Mont-Saint-Père    | Charmont-sur-Marne                       | Arrêté préfectoral du 10 novembre 1977 | 1er janvier 1978 | Charmont-sur-Marne a repris par la suite le nom de Mont-Saint-Père (décret du 11 juin 1979 avec effet au 15 juin 1979) |
| Fargniers         | 02300      | Arrêté préfectoral du 6 décembre 1973  | 1er janvier 1974   | Tergnier           | Tergnier                                 |                                        |                  | |
| Vouël             | 02825      | Arrêté préfectoral du 6 décembre 1973  | 1er janvier 1974   | Tergnier           | Tergnier                                 |                                        |                  | |
| Quessy            | 02630      | Arrêté préfectoral du 5 novembre 1991  | 1er janvier 1992   | Tergnier           | Tergnier                                 |                                        |                  | |

### Communes déléguées
Liste des communes ayant, ou ayant eu (en italique), à la suite d'une fusion, le statut de commune déléguée dans une commune nouvelle.
| Nom de la commune        | Code INSEE | Commune nouvelle                         | Commune nouvelle | Commune nouvelle     | Commune nouvelle                         |
| Nom de la commune        | Code INSEE | date de la décision                      | date d'effet     | chef-lieu de commune | nom de la commune résultant de la fusion |
| ------------------------ | ---------- | ---------------------------------------- | ---------------- | -------------------- | ---------------------------------------- |
| Artonges                 | 02026      | Arrêté préfectoral du 10 septembre 2015, | 1er janvier 2016 | Marchais-en-Brie     | Dhuys-et-Morin-en-Brie                   |
| La Celle-sous-Montmirail | 02147      | Arrêté préfectoral du 10 septembre 2015, | 1er janvier 2016 | Marchais-en-Brie     | Dhuys-et-Morin-en-Brie                   |
| Fontenelle-en-Brie       | 02325      | Arrêté préfectoral du 10 septembre 2015, | 1er janvier 2016 | Marchais-en-Brie     | Dhuys-et-Morin-en-Brie                   |
| Marchais-en-Brie         | 02458      | Arrêté préfectoral du 10 septembre 2015, | 1er janvier 2016 | Marchais-en-Brie     | Dhuys-et-Morin-en-Brie                   |
| Baulne-en-Brie           | 02053      | Arrêté préfectoral du 23 novembre 2015,  | 1er janvier 2016 | Baulne-en-Brie       | Vallées-en-Champagne                     |
| La Chapelle-Monthodon    | 02161      | Arrêté préfectoral du 23 novembre 2015,  | 1er janvier 2016 | Baulne-en-Brie       | Vallées-en-Champagne                     |
| Saint-Agnan              | 02669      | Arrêté préfectoral du 23 novembre 2015,  | 1er janvier 2016 | Baulne-en-Brie       | Vallées-en-Champagne                     |
| Glennes                  | 02348      | Arrêté préfectoral du 9 novembre 2015,   | 1er janvier 2016 | Longueval-Barbonval  | Les Septvallons                          |
| Longueval-Barbonval      | 02439      | Arrêté préfectoral du 9 novembre 2015,   | 1er janvier 2016 | Longueval-Barbonval  | Les Septvallons                          |
| Merval                   | 02479      | Arrêté préfectoral du 9 novembre 2015,   | 1er janvier 2016 | Longueval-Barbonval  | Les Septvallons                          |
| Perles                   | 02597      | Arrêté préfectoral du 9 novembre 2015,   | 1er janvier 2016 | Longueval-Barbonval  | Les Septvallons                          |
| Révillon                 | 02646      | Arrêté préfectoral du 9 novembre 2015,   | 1er janvier 2016 | Longueval-Barbonval  | Les Septvallons                          |
| Vauxcéré                 | 02771      | Arrêté préfectoral du 9 novembre 2015,   | 1er janvier 2016 | Longueval-Barbonval  | Les Septvallons                          |
| Villers-en-Prayères      | 02811      | Arrêté préfectoral du 9 novembre 2015,   | 1er janvier 2016 | Longueval-Barbonval  | Les Septvallons                          |
| Anizy-le-Château         | 02018      | Arrêté préfectoral du 22 octobre 2018,   | 1er janvier 2019 | Anizy-le-Château     | Anizy-le-Grand                           |
| Faucoucourt              | 02301      | Arrêté préfectoral du 22 octobre 2018,   | 1er janvier 2019 | Anizy-le-Château     | Anizy-le-Grand                           |
| Lizy                     | 02434      | Arrêté préfectoral du 22 octobre 2018,   | 1er janvier 2019 | Anizy-le-Château     | Anizy-le-Grand                           |
| Guignicourt              | 02360      | Arrêté préfectoral du 29 novembre 2018,  | 1er janvier 2019 | Guignicourt          | Villeneuve-sur-Aisne                     |
| Menneville               | 02475      | Arrêté préfectoral du 29 novembre 2018,  | 1er janvier 2019 | Guignicourt          | Villeneuve-sur-Aisne                     |
| Cessières                | 02153      | Arrêté préfectoral du 29 novembre 2018   | 1er janvier 2019 | Cessières            | Cessières-Suzy                           |
| Suzy                     | 02733      | Arrêté préfectoral du 29 novembre 2018   | 1er janvier 2019 | Cessières            | Cessières-Suzy                           |
| Bazoches-sur-Vesles      | 02054      | Arrêté préfectoral du 30 septembre 2021  | 1er janvier 2022 | Bazoches-sur-Vesles  | Bazoches-et-Saint-Thibaut                |
| Saint-Thibaut            | 02695      | Arrêté préfectoral du 30 septembre 2021  | 1er janvier 2022 | Bazoches-sur-Vesles  | Bazoches-et-Saint-Thibaut                |
| Berzy-le-Sec             | 02054      | Arrêté préfectoral du 29 septembre 2022, | 1er janvier 2023 | Noyant-et-Aconin     | Bernoy-le-Château                        |
| Noyant-et-Aconin         | 02695      | Arrêté préfectoral du 29 septembre 2022, | 1er janvier 2023 | Noyant-et-Aconin     | Bernoy-le-Château                        |